# Волинський стрій
Волиняни — етнографічна група українців які мешкають на Волині.  До цього етнографічного регіону відносяться землі колишніх князівств: Перемишлянського, Белзького, Бузького. Межу можна провести від Бродів, Золочева, Львова до Самбора, Старої Солі.

## Чоловічий стрій
Чоловіки носили серм'яги брунатного кольору, часом також білого або чорного, обшиті біля коміра, на рукавах та біля кишень червоними шнурами. На голові носили суконні або баранячі шапки, обшиті також шнурами. Серм'яги мали також каптурі, які в дощову погоду одягали на голову. З взуття носили чоботи. До серм'яг одягали червоні пояси.

## Жіночий стрій
Жінки носили чоботи на високих підборах червоного або жовтого кольору. Спідниці носили кольорові, в клітинку, клітинка була зелених, жовтих або червоних кольорів. В багатьох місцях замість цілої спідниці носили дві плахти: одну ззаду і одну спереду. Дівчата на голові носили квіти, а жінки кольорову хустку або намітку, вишиту на кінцях.
Сорочки біля коміра та на рукавах вишивали білими, небесними або червоними кольорами. В свята поверх строю одягали бекешу з небесного сукна, з чорних або сивих баранів.

## Волинський стрій вздолбунівськомуповіті на Волині
За описом Ангеліни Гузовської

### Вишиванка
Сорочки викроювались ножем. Частини сорочки : стан, рукави, уставки, цвиклі (клинки під рукавами), комір, чохли. Довжина стану — 95 см, довжина рукава — 57 см, ширина — 32 см, довжина коміра — 38 см, ширина вставки — 24 (12 перегнутої вполовину) см, ширина чохлів — 4 см. Комір був викладний та запинався на шпонку з олова зі скельцем або на «жичку» — смужка з вовни червоного або зеленого кольору. В молодих хлопців сорочки були вишиті на комірі, пазусі, на чохлах. Чохли запиналися на ґудзики, часто домашньої роботи з сирових ниток.
В молодих чоловіків комір, чохли, та пазуха були вишиті. Комір защіпався на олов'яну шпонку зі скельцем або завязувався на вовняну стрічку червоної або зеленої барви. Чохли защіпалися на ґудзики з сирових ниток.
Вишивка була червоними нитками з незначним додаванням чорних ниток, геометричними узорами.

### Чоловічий стрій
Чоловічий стрій складався з лляної або конопляної сорочки, полотняних штанів, крайки, суконної шапки «мегерки». В свята зверху одягали свиту з доморобного сукна.   Зимою носили штани з домотканого сукна в «костки», в два кольори : білий та брунатий (узор ромбами), кожух. Зверху на кожух могли одівати ще сіряк. Пізніше шапку "мегерку " замінила шапка з баранів, а замість постолів почали носити чоботи.
Штани складалися з трьох частин : 2 " колоші " та матні (клинок посередині). В пас був протягнутий очкур.
Сіряк був переважно з білої вовни (свита), а також темно-брунатного кольору, пізніше чорного (сіряк). Задня нижня частина була фалдована. Давніше сіряки мали округлий комір і накладні манжети, пізніше комір—стійку. Довжина нижньої частини від пояса 74 см, ширина 184 см, до пояса 58 см, рукав 58 см. Комір, манжети, кишені, пояс — були вишиті чорною вовняною ниткою, пізніше кольоровою. Запиналися свити на дерев'яні ґудзики. По свиті носили пояс — чорного кольору, пізніше червоного, ще пізніше носили вузькі різнокольорові крайки.
Кожухи шили так само як сіряки, тільки поли не були цільнокроєні, а в поясі відрізні. Кожухи були білого кольору і мали великий комір з чорної вовни. Кожухи були також вишиті (комір, манжети, кишені, пазуха, пас). В пасі кожухи та свити були оздоблені помпонами. Сіряки шили кравці, а кожухи  зі шкір виправлених на біло — кушнірі. Сорочки та штани шилися вдома.
Шапку мегерку шили з домашнього сукна. Складалася вона з двох частин : отоку і верху. Верх мегерки мав форму квадрату. Мегерки оздоблювали бубляхами з кольорової вовни.
Пояс вив'язувався з вовняних чорних ниток дерев'яним гачком. Пізніше пояси робили з білої вовни фарбованої на червоно і ще пізніше носили ткані різнокольорові крайки.

### Жіночий стрій
Жіночий стрій складався з сорочки, спідниці, фартуха та червоних коралів.
Жінки носили свити та кожухи такого самого крою як і чоловіки. Крій сорочки був такий самий як у чоловіків, тільки сорочки були довгі (по кісточки). Вставки, рукави, а часом комір та пазуха були вишиті. Вишивка була " заволоч ", з лицевої або виворітної сторони.
Спідниці були домоткані. Спідниці ткали з сукна з одного або з 2-3 кольорів, так само як лляне полотно, в кратки або в паски. Такі спідниці називалися " літник ", фартухи до таких спідниць були з полотна, переткані  внизу червоними нитками. Жінки носили на потилиці чепець і поверху тонку лляну намітку. Пізніше носили квадратні хустки, які робили дома і вишивали на кінцях, до хусток пришивали «бубляхи» (подібні до ґудзиків). Пізніше на полотняні хустки носили вовняні «тернові», які скручували та пришивали на них один коло одного «бубляхи», що виглядало на голові як віночок.
Вінок молодої був з пір'я фарбованого на зелено та бубляхів. Вся голова була оздоблена штучними квітами зробленими з паперу, соломи, ниток і до того ще мали бути різнокольорові стрічки довжиною до землі.
Чоботи " на закаблуках " були вибиті жовтими цвяхами (на зразок монограми). Постоли робили з лика та прив'язували до ноги шнурками або ремінцями.
Після першої світової війни народний стрій, який не мінявся віками, почав мінятися під впливом європейської культури. Так стародавня вишивка заволоччю змінилася на вишивку хрестиками або напівгладдю, гладдю. Геометричний орнамент змінився на рослинний, а в деяких місцях почали вишивати птахи. Узори вишивок переймали з купованих рушників та серветок. Традиційний червоний колір вишивки змінився на чорний. На сорочки почали одягати камізельки, кожухи почали носити жовті різних фасонів без жодних оздоб. Спідниці почали носити різних кольорів з купованих тканин. Фартухи почали носити з кольорового або білого перкалю, тоді їх вишивали. Замість вишитих сорочок почали носити блузки та по блузках куфайки. Куповані тканини та речі зіпсували смак волинян.

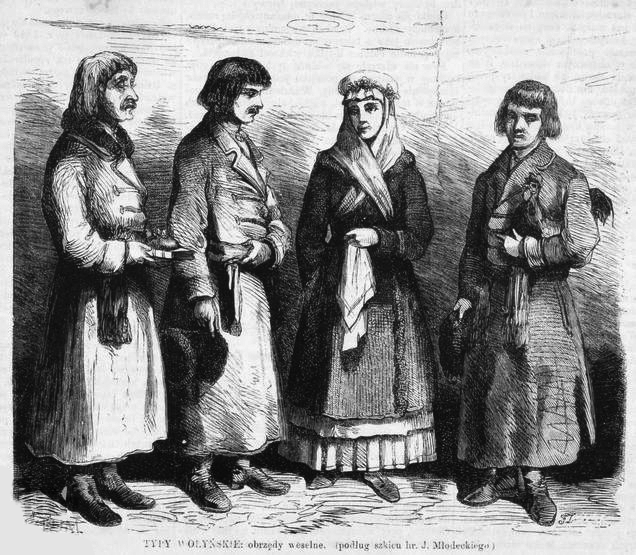
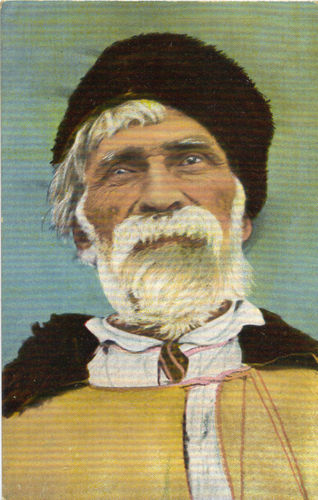
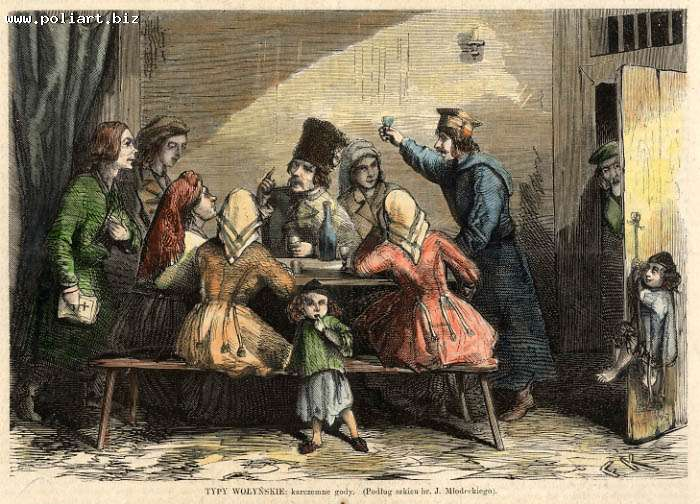
Волиняни 1863
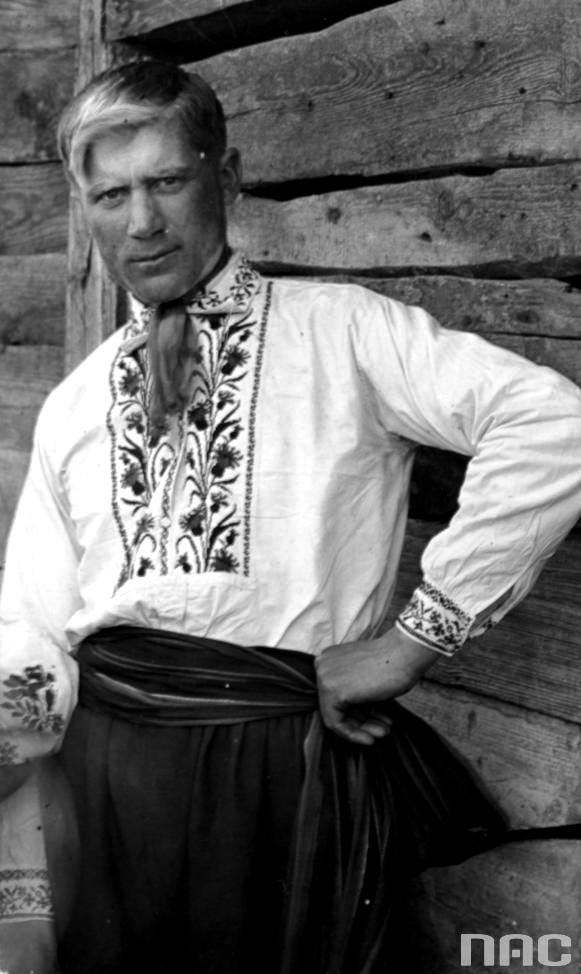
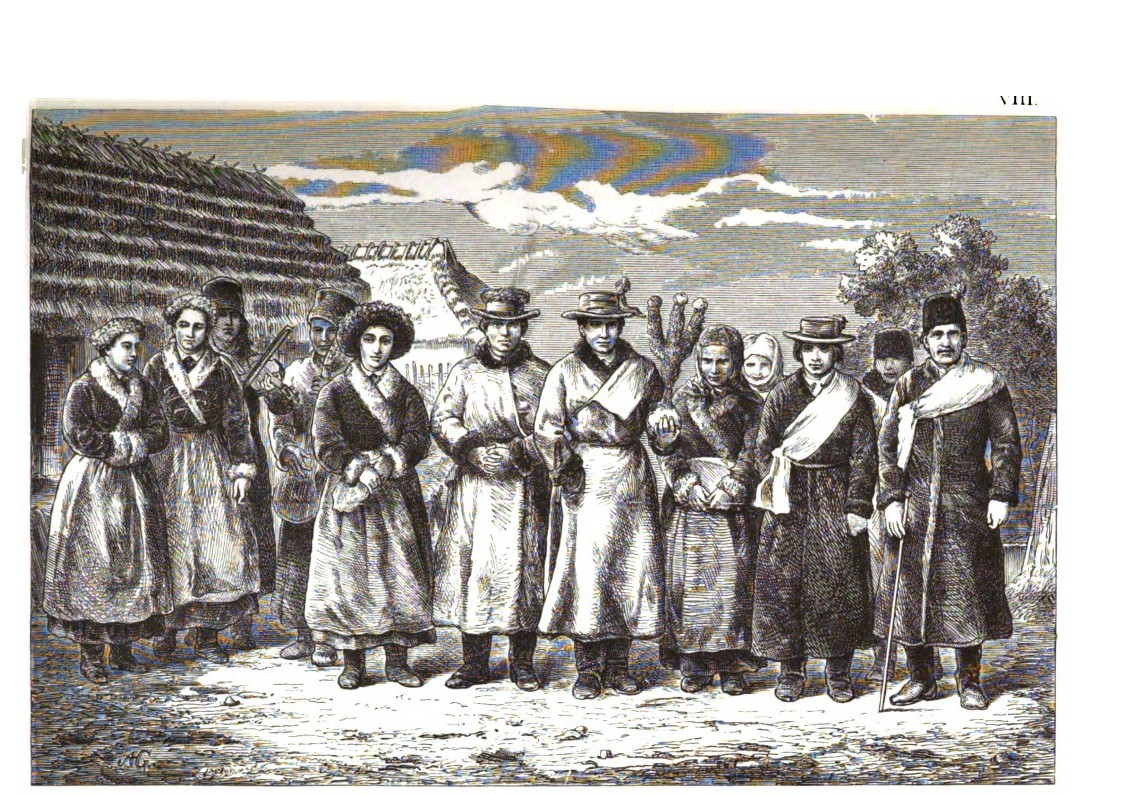
Весільний похід с. Мальчич в Львівському повіті
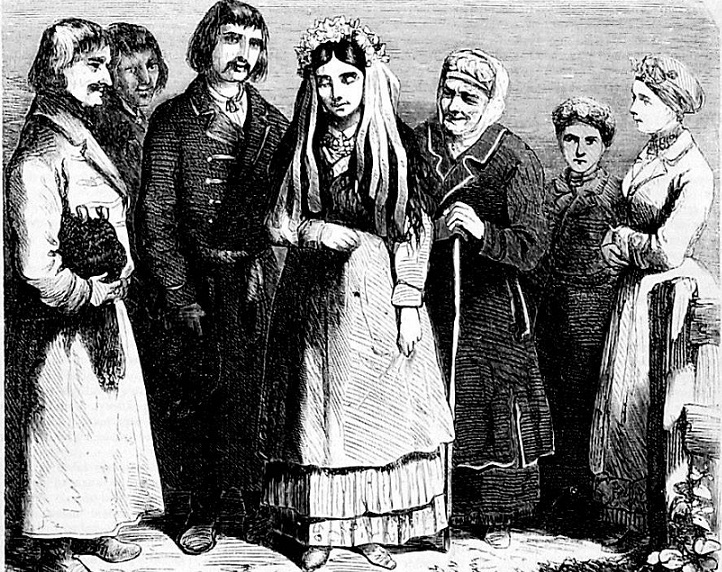
Весільний похід
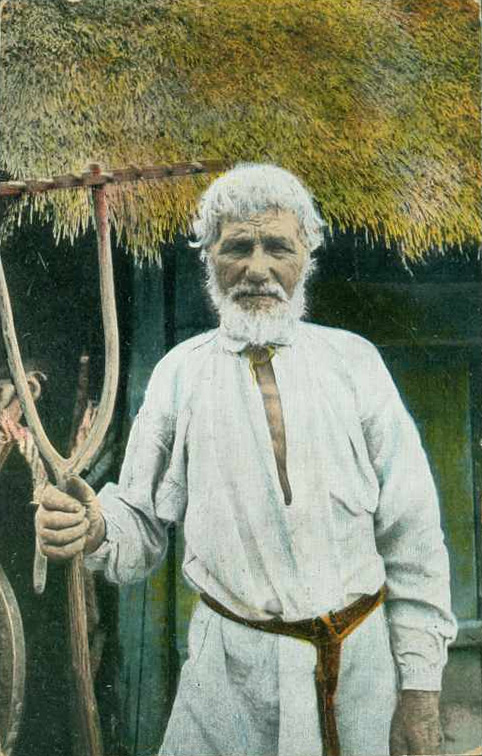
Волинянин з Мізоча

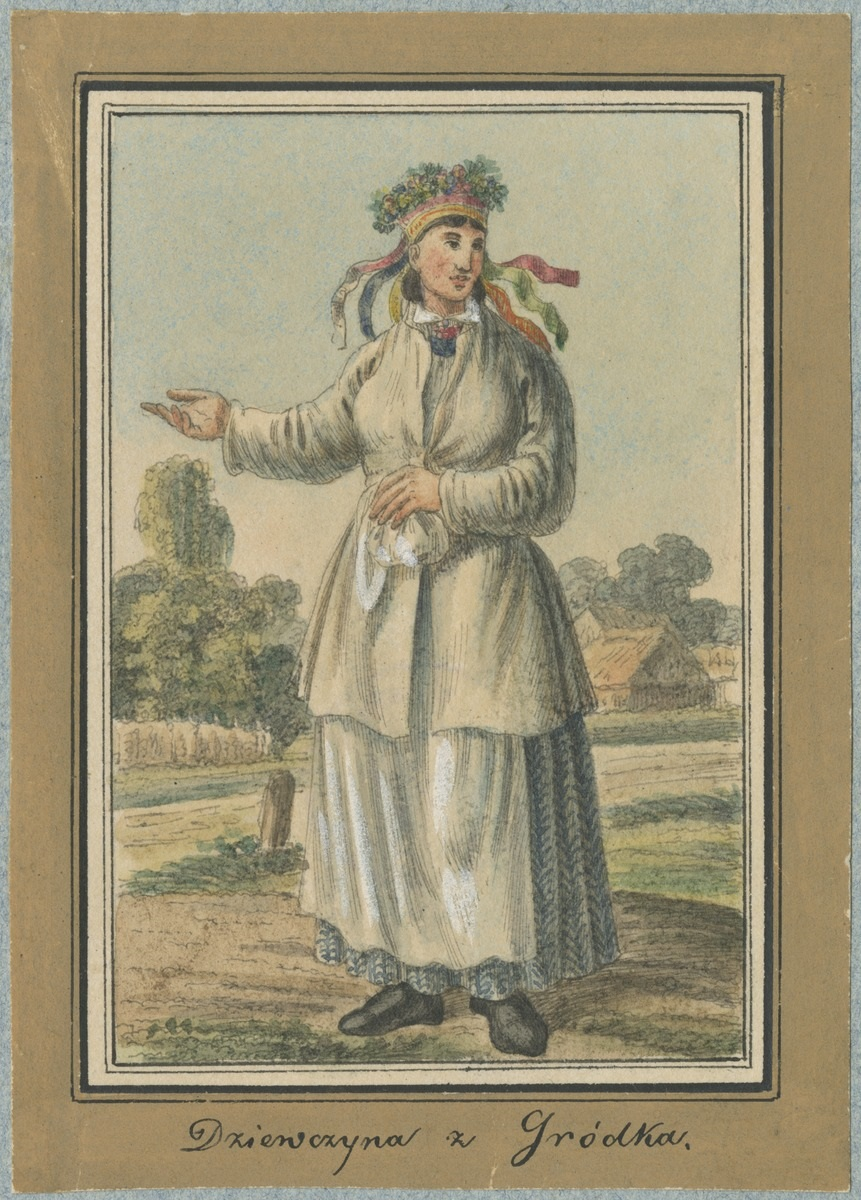
Львівський повіт. Городок 1835
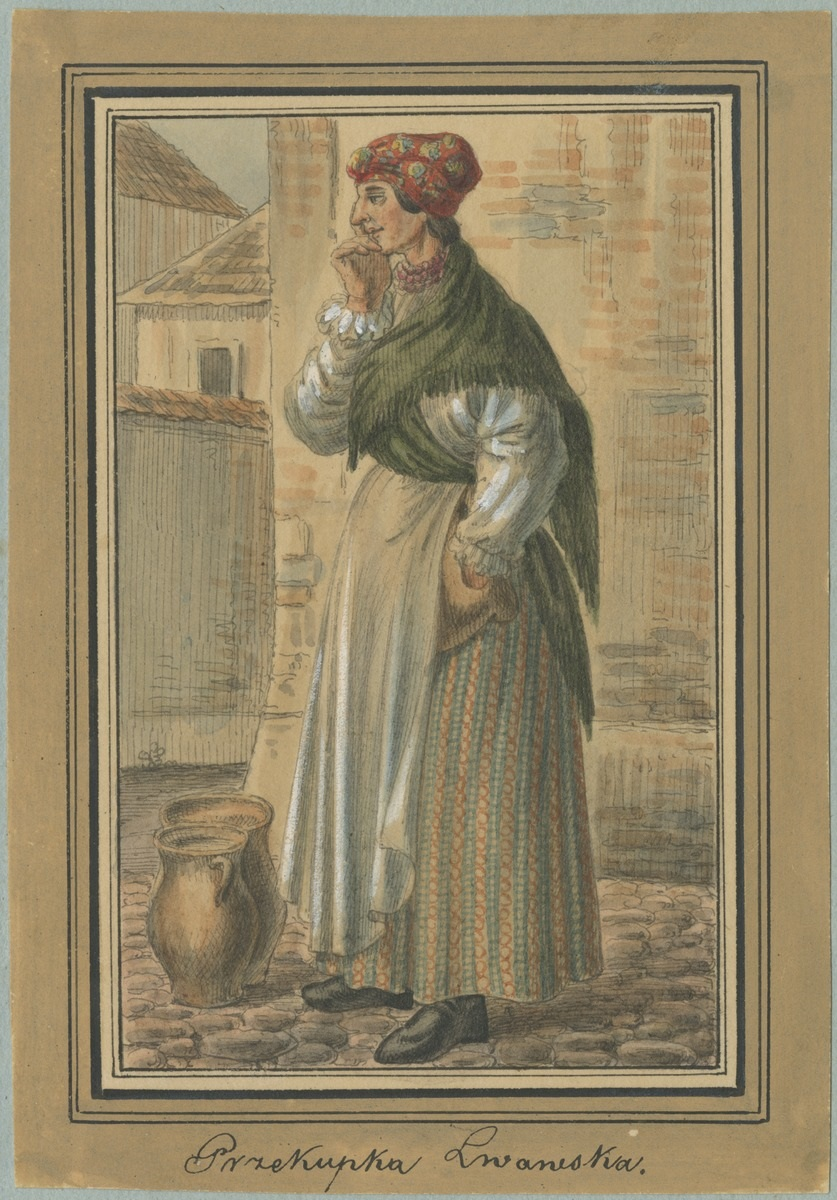
Львівська перекупка 1836
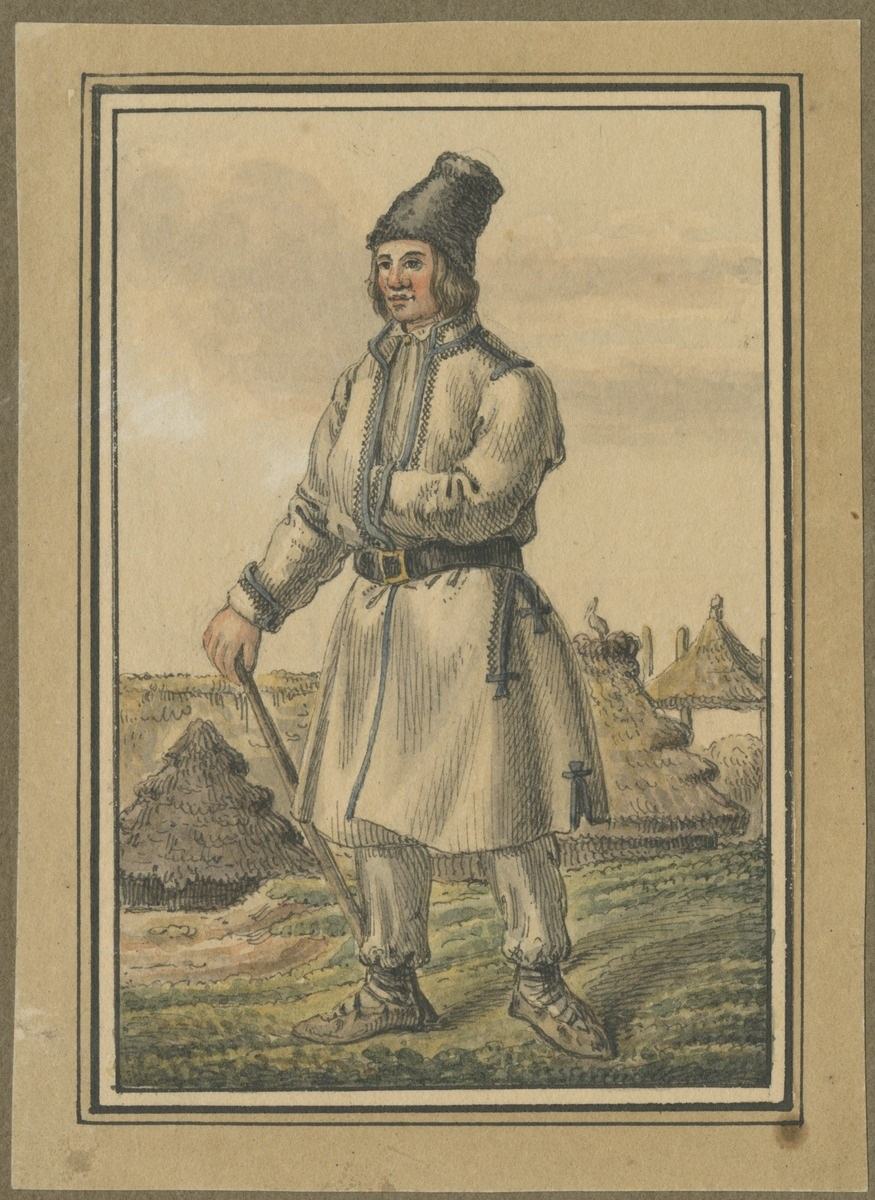
Околиці Львова 1836
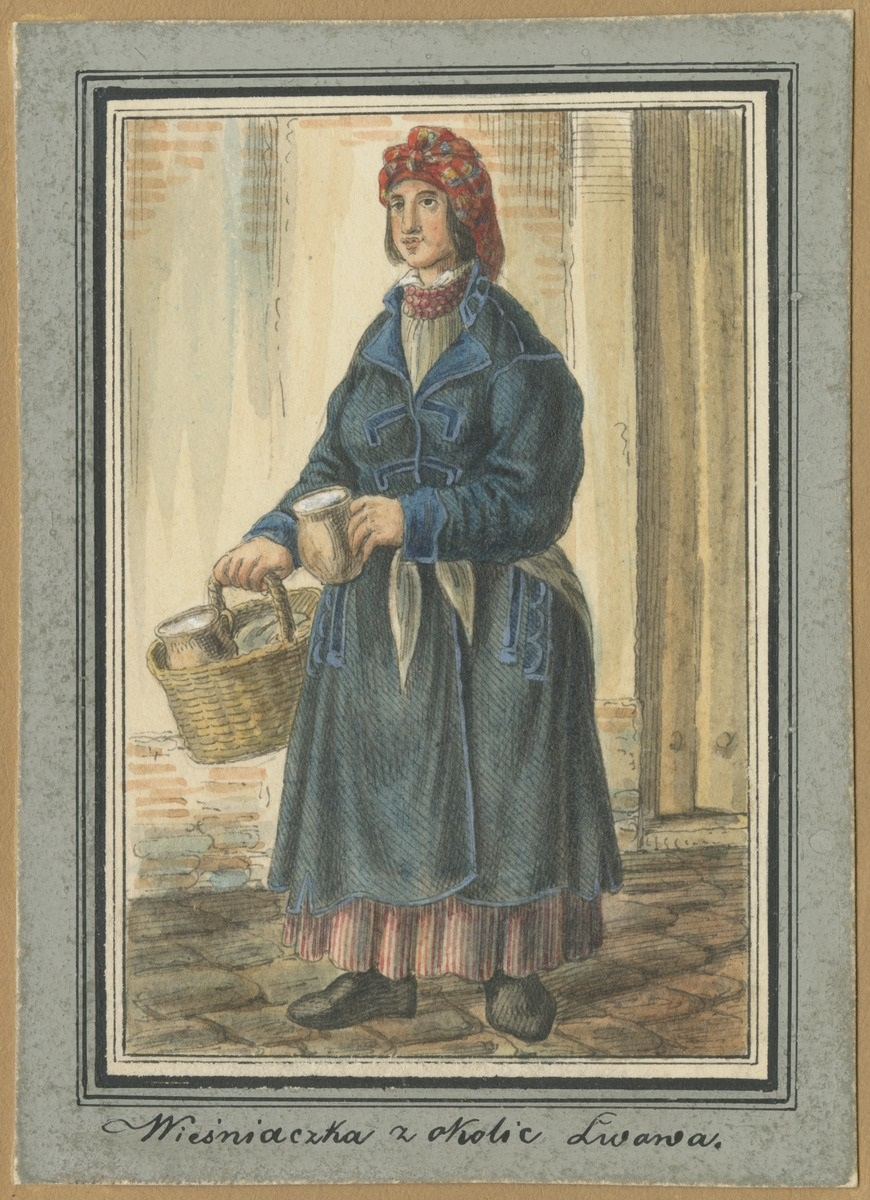
Околиці Львова 1839
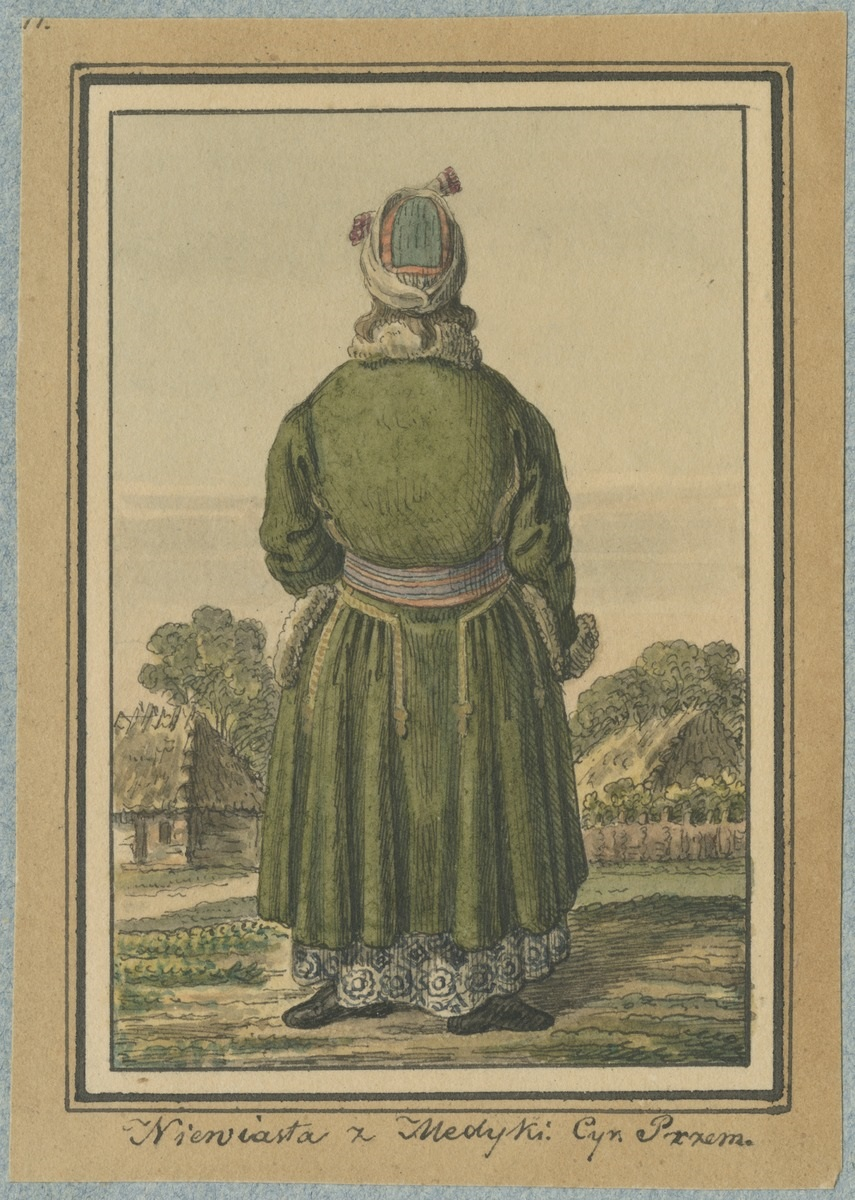
Молода з Медики. Мал. з натури 1838
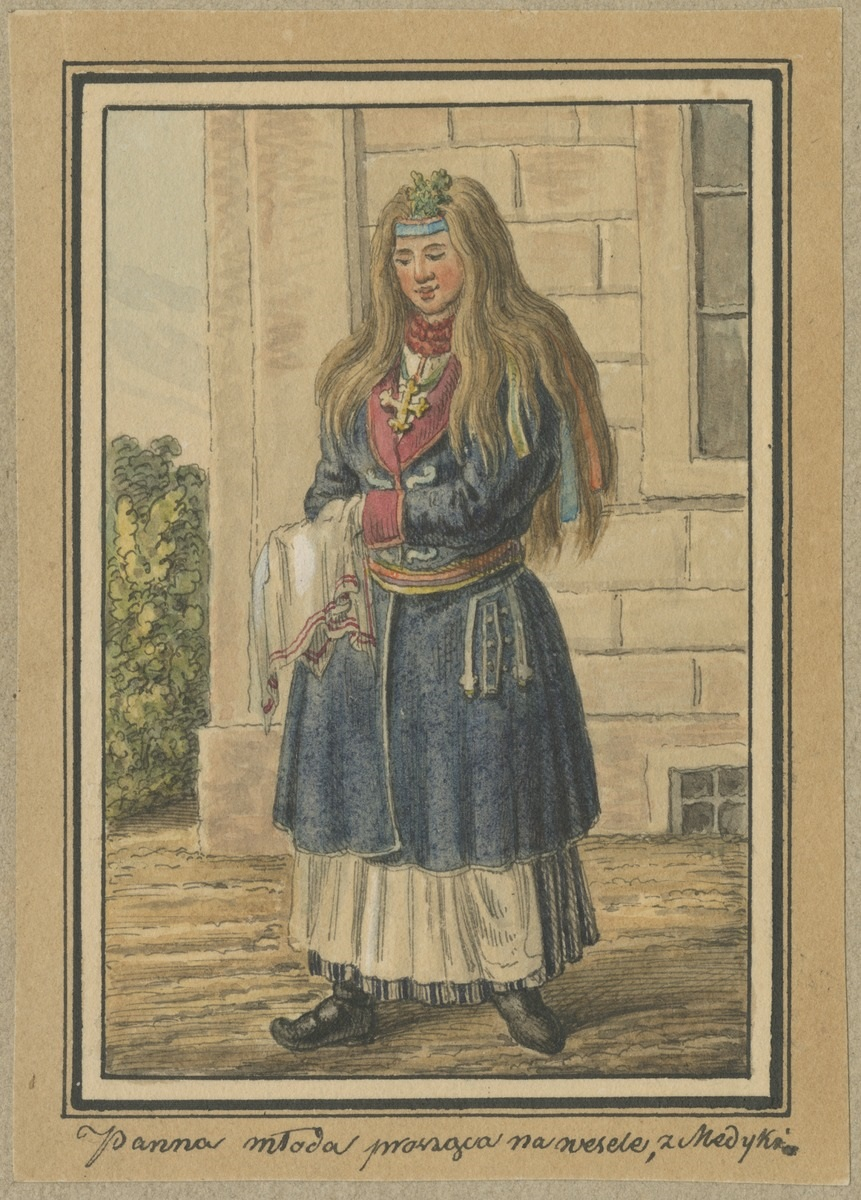
Молода панна, яка просить на весілля.
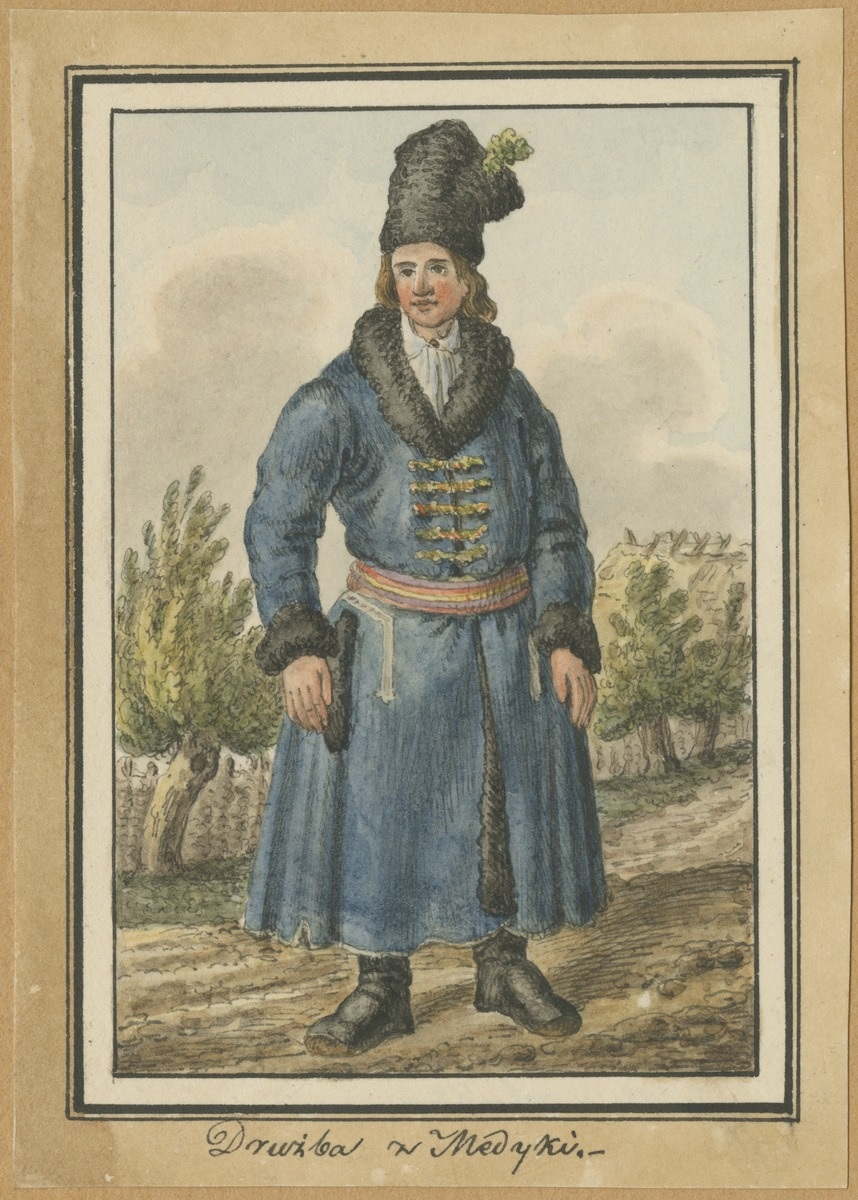
Дружба з Медики. 1838 p
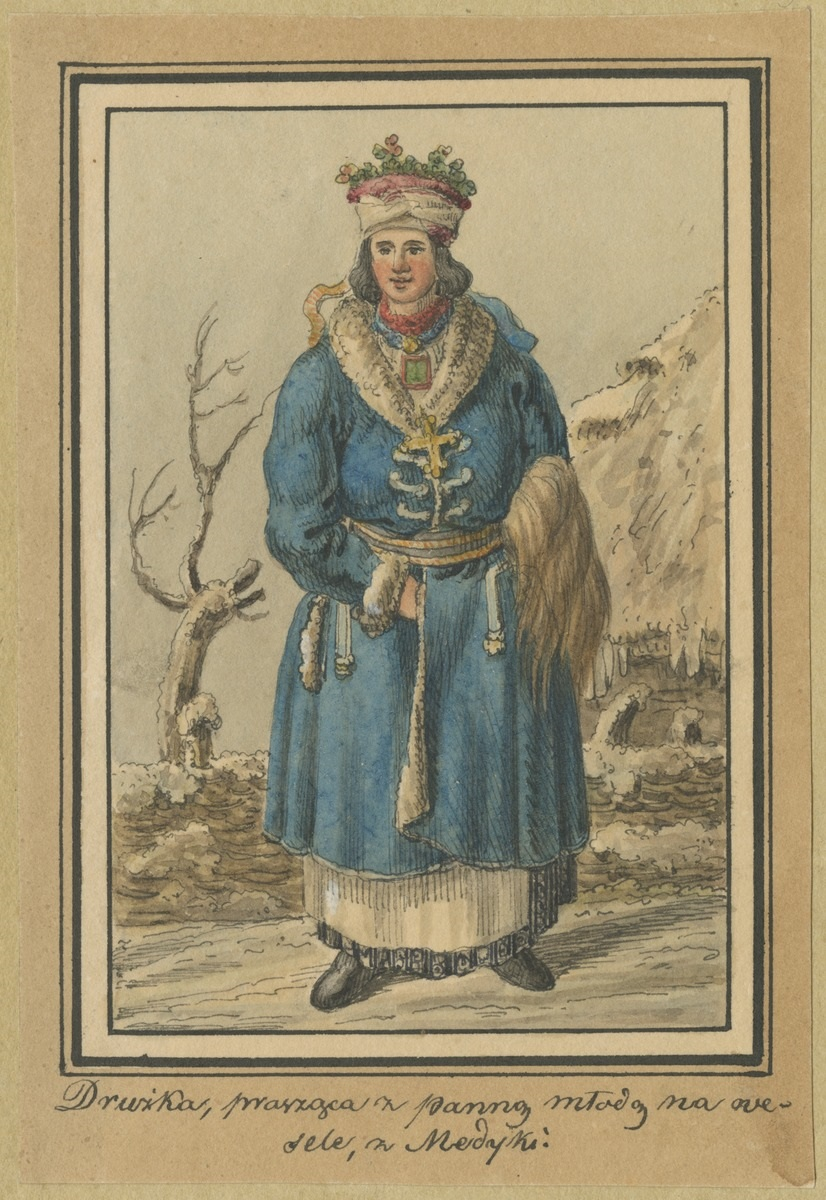
Медика. Дружка 1838
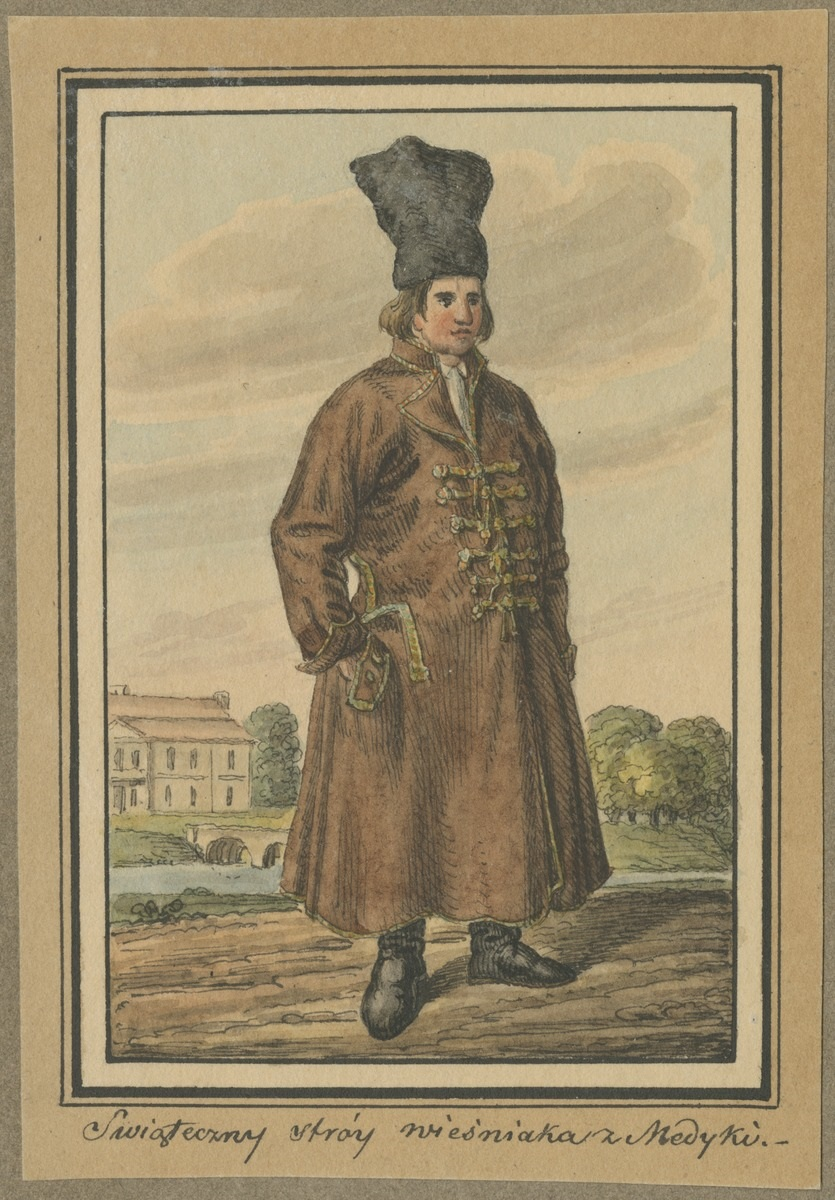
Святковий стрій селянина з Медики
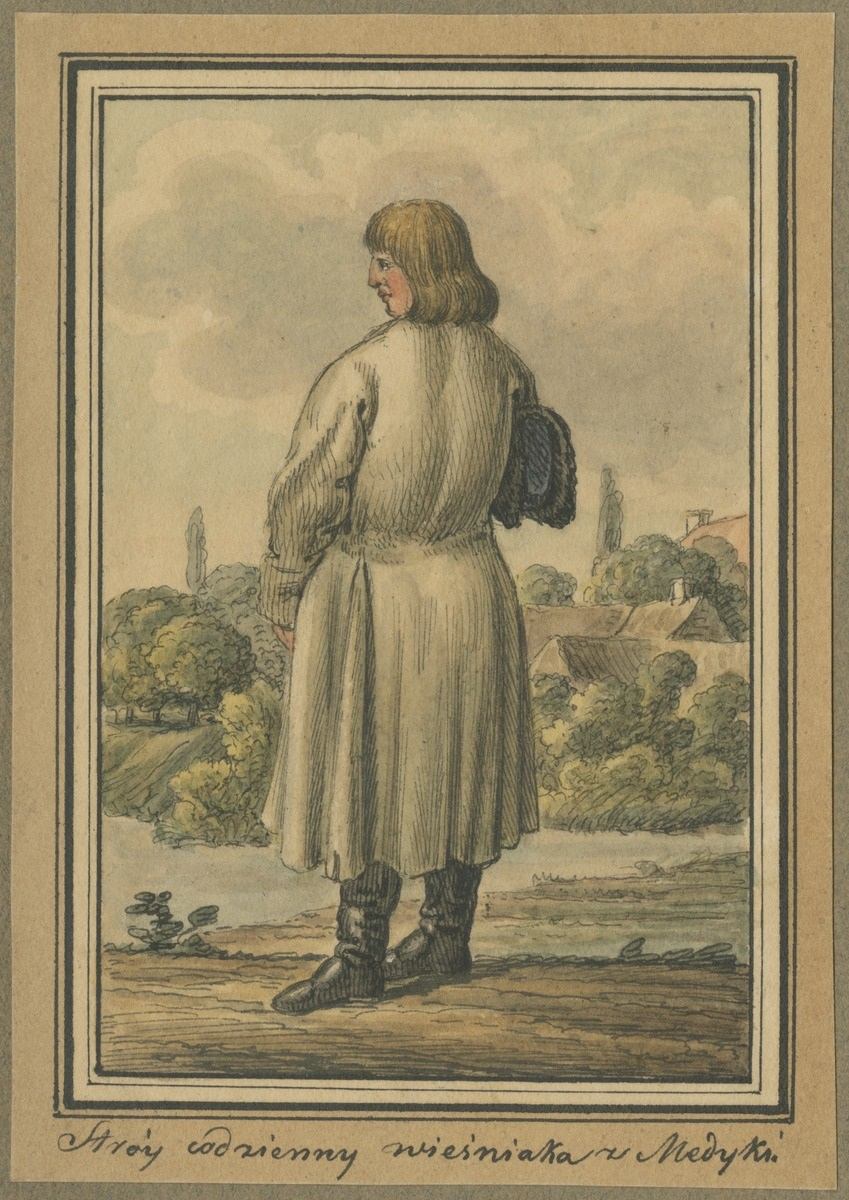
Повсякденний стрій селянина з Медики.
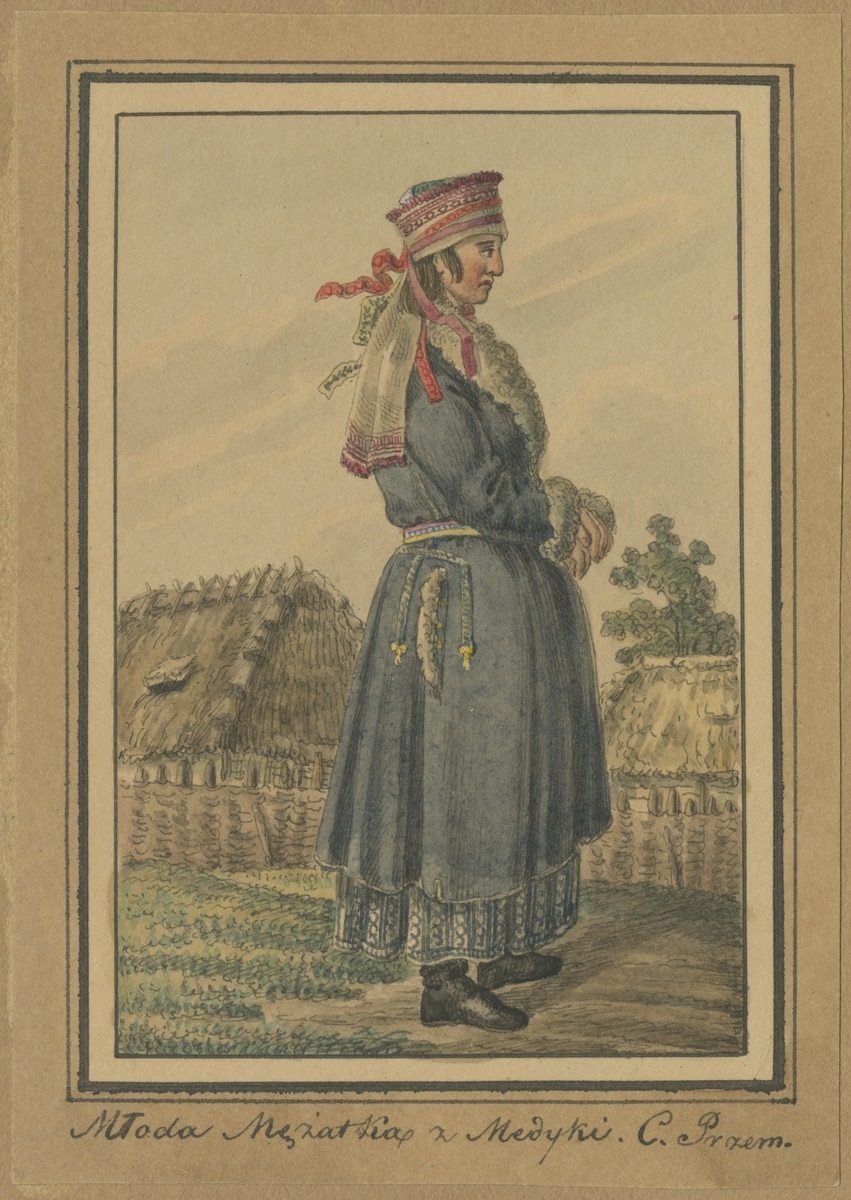
Медика. Молодиця 1838